# Janusz Kucharski (rzeźbiarz)
Janusz Kucharski (ur. 1946 r. we Wrocławiu, zm. 15 grudnia 2023 r.) – polski artysta rzeźbiarz, profesor sztuk plastycznych.

## Życiorys
Urodził się w 1946 roku we Wrocławiu. W latach 1964–1972 studiował w Państwowej Wyższej Szkole Sztuk Plastycznych we Wrocławiu, a dyplom z rzeźby uzyskał w pracowniach doc. Borysa Michałowskiego i doc. Jerzego Boronia. Po ukończeniu studiów pracował w latach 1971–2016 w macierzystej uczelni – Państwowej Wyższej Szkole Sztuk Plastycznych, później funkcjonującej pod nazwą Akademii Sztuk Pięknych im. Eugeniusza Gepperta we Wrocławiu, gdzie prowadził Pracownię Dyplomującą z rzeźby dla studentów rzeźbiarstwa II-V roku oraz Pracownię Technik Rzeźbiarskich – Metal dla studentów II roku na tym samym kierunku.
Na uczelni pełnił funkcje m.in. prodziekana (1999–2002 i 2002–2005) na Wydziale Malarstwa i Rzeźby oraz kierownika Katedry Technik Rzeźbiarskich (2010–2012), a następnie Katedry Rzeźby i Działań Przestrzennych (2012–2016) na Wydziale Malarstwa i Rzeźby Akademii. Profesor sztuk plastycznych.
W sferze artystycznej zajmował się twórczością rzeźbiarską w szerokim pojęciu jej formy. Swoje prace wystawiał m.in. w Austrii i Niemczech, a w Polsce pomniki i realizacje rzeźbiarskie w przestrzeni publicznej zrealizował w licznych miastach, m.in. Bolesławcu (Pomnik Wdzięczności, 1976 r.), Legnicy (rzeźba „Górnik”, 1977 r.), Wrocławiu (m.in. pomnik ruchu oporu „Olimp”, 1989 r.), Wałbrzychu, Rawiczu, Złotoryi. Od 1978 do 1980 r. był zaangażowany w konserwację zespołu rzeźb barokowych w pałacu Sansouci w Poczdamie. W 2018 r. z ramienia miasta Wrocławia nadzorował rekonstrukcję prospektu organów Englera z kościoła św. Elżbiety,
Zmarł 15 grudnia 2023 r.